# Norwegia na Zimowych Igrzyskach Olimpijskich 2018
Norwegia na Zimowych Igrzyskach Olimpijskich 2018 – kadra sportowców z Norwegii, którzy wystąpili na XXIII Zimowych Igrzyskach Olimpijskich w 2018 roku w Pjongczangu. Licząc 109 zawodników zmagających się w 11 dyscyplinach z 15 była jedną z największych reprezentacji.
W ostatecznym rozrachunku Norwedzy zwyciężyli w klasyfikacji medalowej igrzysk zdobywając 39 medali: po 14 złotych i srebrnych oraz 11 brązowych, prześcigając m.in. długo prowadzącą reprezentację Niemiec. Pierwszy medal dla reprezentacji – srebrny – zdobyła w pierwszym dniu zawodów medalowych biegaczka Marit Bjoergen. Pierwsze złoto wygrał następnego dnia biegacz Simen Hegstad Krüger. Najwięcej medali przyniosły Norwegii biegi narciarskie (14), biathlon oraz narciarstwo alpejskie (po 6) i skoki narciarskie (5).

## Sportowcy
Liczba sportowców startujących w poszczególnych dyscyplinach:
| Dyscyplina            | Mężczyźni | Kobiety | Razem |
| --------------------- | --------- | ------- | ----- |
| Biathlon              | 6         | 5       | 11    |
| Biegi narciarskie     | 11        | 9       | 20    |
| Curling               | 6         | 1       | 7     |
| Hokej na lodzie       | 25        | 0       | 25    |
| Kombinacja norweska   | 5         | 0       | 5     |
| Łyżwiarstwo szybkie   | 7         | 2       | 9     |
| Narciarstwo alpejskie | 7         | 4       | 11    |
| Narciarstwo dowolne   | 5         | 3       | 8     |
| Skeleton              | 1         | 0       | 1     |
| Skoki narciarskie     | 5         | 2       | 7     |
| Snowboarding          | 4         | 1       | 5     |
| Razem                 | 82        | 27      | 109   |

## Medale
| Medale według dni | Medale według dni | Medale według dni | Medale według dni | Medale według dni | Medale według dni | Medale według dni |
| ----------------- | ----------------- | ----------------- | ----------------- | ----------------- | ----------------- | ----------------- |
| Dzień             | Data              | złoto             | srebro            | brąz              | Razem             |                   |
| Dzień 1           | 10.02             | 0                 | 3                 | 1                 | 4                 |                   |
| Dzień 2           | 11.02             | 1                 | 1                 | 2                 | 4                 |                   |
| Dzień 3           | 12.02             | 1                 | 0                 | 0                 | 1                 |                   |
| Dzień 4           | 13.02             | 1                 | 1                 | 0                 | 2                 |                   |
| Dzień 5           | 14.02             | 0                 | 0                 | 0                 | 0                 |                   |
| Dzień 6           | 15.02             | 3                 | 2                 | 1                 | 6                 |                   |
| Dzień 7           | 16.02             | 0                 | 1                 | 1                 | 2                 |                   |
| Dzień 8           | 17.02             | 1                 | 0                 | 2                 | 3                 |                   |
| Dzień 9           | 18.02             | 2                 | 1                 | 1                 | 4                 |                   |
| Dzień 10          | 19.02             | 2                 | 0                 | 0                 | 2                 |                   |
| Dzień 11          | 20.02             | 0                 | 1                 | 0                 | 1                 |                   |
| Dzień 12          | 21.02             | 2                 | 1                 | 1                 | 4                 |                   |
| Dzień 13          | 22.02             | 0                 | 1                 | 0                 | 1                 |                   |
| Dzień 14          | 23.02             | 0                 | 2                 | 0                 | 2                 |                   |
| Dzień 15          | 24.02             | 0                 | 0                 | 1                 | 1                 |                   |
| Dzień 16          | 25.02             | 1                 | 0                 | 0                 | 1                 |                   |

| Medal  | Zawodnik | Dyscyplina            | Konkurencja                                       | Data                |
| ------ | --- | --------------------- | ------------------------------------------------- | ------------------- |
| Złoto  | Simen Hegstad Krüger | Biegi narciarskie     | bieg łączony mężczyzn                             | 11 lutego           |
| Złoto  | Maren Lundby | Skoki narciarskie     | skocznia normalna kobiet                          | 12 lutego           |
| Złoto  | Johannes Høsflot Klæbo | Biegi narciarskie     | sprint mężczyzn                                   | 13 lutego           |
| Złoto  | Aksel Lund Svindal | Narciarstwo alpejskie | zjazd mężczyzn                                    | 15 lutego           |
| Złoto  | Johannes Thingnes Bø | Biathlon              | bieg indywidualny mężczyzn                        | 15 lutego           |
| Złoto  | Ragnhild Haga | Biegi narciarskie     | bieg indywidualny kobiet                          | 15 lutego           |
| Złoto  | Ingvild Flugstad Østberg Astrid Uhrenholdt Jacobsen Ragnhild Haga Marit Bjørgen                                              | Biegi narciarskie     | sztafeta kobiet                                   | 17 lutego           |
| Złoto  | Didrik Tønseth Martin Johnsrud Sundby Simen Hegstad Krüger Johannes Høsflot Klæbo                                            | Biegi narciarskie     | sztafeta mężczyzn                                 | 18 lutego           |
| Złoto  | Øystein Bråten | Narciarstwo dowolne   | slopestyle mężczyzn                               | 18 lutego           |
| Złoto  | Daniel-André Tande Andreas Stjernen Johann André Forfang Robert Johansson                                                    | Skoki narciarskie     | konkurs drużynowy mężczyzn                        | 19 lutego           |
| Złoto  | Håvard Holmefjord Lorentzen                                                                                                  | Łyżwiarstwo szybkie   | 500 m mężczyzn                                    | 19 lutego           |
| Złoto  | Martin Johnsrud Sundby Johannes Høsflot Klæbo                                                                                | Biegi narciarskie     | sprint drużynowy mężczyzn                         | 21 lutego           |
| Złoto  | Håvard Bøkko Sindre Henriksen Simen Spieler Nilsen Sverre Lunde Pedersen                                                     | Łyżwiarstwo szybkie   | bieg drużynowy mężczyzn                           | 21 lutego           |
| Złoto  | Marit Bjørgen | Biegi narciarskie     | bieg masowy kobiet                                | 25 lutego           |
| Srebro | Marte Olsbu | Biathlon              | sprint kobiet                                     | 10 lutego           |
| Srebro | Marit Bjørgen | Biegi narciarskie     | bieg łączony kobiet                               | 10 lutego           |
| Srebro | Johann André Forfang | Skoki narciarskie     | skocznia normalna mężczyzn                        | 10 lutego           |
| Srebro | Martin Johnsrud Sundby | Biegi narciarskie     | bieg łączony mężczyzn                             | 11 lutego           |
| Srebro | Maiken Caspersen Falla | Biegi narciarskie     | sprint kobiet                                     | 13 lutego           |
| Srebro | Ragnhild Mowinckel | Narciarstwo alpejskie | slalom gigant kobiet zjazd kobiet                 | 15 lutego 21 lutego |
| Srebro | Kjetil Jansrud | Narciarstwo alpejskie | zjazd mężczyzn                                    | 15 lutego           |
| Srebro | Simen Hegstad Krüger | Biegi narciarskie     | bieg indywidualny mężczyzn                        | 16 lutego           |
| Srebro | Henrik Kristoffersen | Narciarstwo alpejskie | slalom gigant mężczyzn                            | 18 lutego           |
| Srebro | Marte Olsbu Tiril Eckhoff Johannes Thingnes Bø Emil Hegle Svendsen                                                           | Biathlon              | sztafeta mieszana                                 | 20 lutego           |
| Srebro | Jørgen Gråbak Jarl Magnus Riiber Espen Andersen Jan Schmid                                                                   | Kombinacja norweska   | drużynowo                                         | 22 lutego           |
| Srebro | Lars Helge Birkeland Tarjei Bø Johannes Thingnes Bø Emil Hegle Svendsen                                                      | Biathlon              | sztafeta mężczyzn                                 | 23 lutego           |
| Srebro | Håvard Holmefjord Lorentzen                                                                                                  | Łyżwiarstwo szybkie   | 1000 m mężczyzn                                   | 23 lutego           |
| Brąz   | Robert Johansson | Skoki narciarskie     | skocznia normalna mężczyzn skocznia duża mężczyzn | 10 lutego 17 lutego |
| Brąz   | Hans Christer Holund | Biegi narciarskie     | bieg łączony mężczyzn                             | 11 lutego           |
| Brąz   | Sverre Lunde Pedersen | Łyżwiarstwo szybkie   | 5000 m mężczyzn                                   | 11 lutego           |
| Brąz   | Marit Bjørgen (ex aequo z Finką Krista Pärmäkoski)                                                                           | Biegi narciarskie     | bieg indywidualny kobiet                          | 15 lutego           |
| Brąz   | Kjetil Jansrud | Narciarstwo alpejskie | supergigant mężczyzn                              | 16 lutego           |
| Brąz   | Tiril Eckhoff | Biathlon              | bieg masowy kobiet                                | 17 lutego           |
| Brąz   | Emil Hegle Svendsen | Biathlon              | bieg masowy mężczyzn                              | 18 lutego           |
| Brąz   | Marit Bjørgen Maiken Caspersen Falla                                                                                         | Biegi narciarskie     | sprint drużynowy kobiet                           | 21 lutego           |
| Brąz   | Nina Haver-Løseth Kristin Anna Lysdahl Maren Skjøld Sebastian Foss Solevåg Leif Kristian Nestvold-Haugen Jonathan Nordbotten | Narciarstwo alpejskie | zawody drużynowe                                  | 24 lutego           |

## Skład kadry

### Biathlon
| Zawodnik                                                                | Konkurencja                  | Czas      | Kary | Pozycja | Źródło |
| ----------------------------------------------------------------------- | ---------------------------- | --------- | ---- | ------- | ------ |
| Erlend Bjøntegaard                                                      | Sprint mężczyzn              | 23:56,2   | 2    | 5.      | [ 6 ]  |
| Tarjei Bø                                                               | Sprint mężczyzn              | 24:12,5   | 2    | 13.     | [ 6 ]  |
| Emil Hegle Svendsen                                                     | Sprint mężczyzn              | 24:23,8   | 2    | 18.     | [ 6 ]  |
| Johannes Thingnes Bø                                                    | Sprint mężczyzn              | 24:51,5   | 4    | 31.     | [ 6 ]  |
| Tarjei Bø                                                               | Bieg pościgowy mężczyzn      | 33:54,3   | 3    | 4.      | [ 7 ]  |
| Erlend Bjøntegaard                                                      | Bieg pościgowy mężczyzn      | 34:18,0   | 4    | 9.      | [ 7 ]  |
| Emil Hegle Svendsen                                                     | Bieg pościgowy mężczyzn      | 35:33,2   | 5    | 20.     | [ 7 ]  |
| Johannes Thingnes Bø                                                    | Bieg pościgowy mężczyzn      | 35:42,7   | 6    | 21.     | [ 7 ]  |
| Johannes Thingnes Bø                                                    | Bieg indywidualny            | 48:03,8   | 2    | złoto   | [ 8 ]  |
| Emil Hegle Svendsen                                                     | Bieg indywidualny            | 49:40,5   | 2    | 10.     | [ 8 ]  |
| Tarjei Bø                                                               | Bieg indywidualny            | 50:05,3   | 2    | 13.     | [ 8 ]  |
| Lars Helge Birkeland                                                    | Bieg indywidualny            | 53:46,8   | 4    | 60.     | [ 8 ]  |
| Emil Hegle Svendsen                                                     | bieg ze startu wspólnego (m) | 35:58,5   | 2    | brąz    | [ 9 ]  |
| Erlend Bjøntegaard                                                      | bieg ze startu wspólnego (m) | 36:19,4   | 2    | 7.      | [ 9 ]  |
| Tarjei Bø                                                               | bieg ze startu wspólnego (m) | 36:12,9   | 3    | 8.      | [ 9 ]  |
| Johannes Thingnes Bø                                                    | bieg ze startu wspólnego (m) | 37:07,3   | 3    | 16.     | [ 9 ]  |
| Lars Helge Birkeland Tarjei Bø Johannes Thingnes Bø Emil Hegle Svendsen | Sztafeta 4 × 7,5 km (m)      | 1:16:12,0 | 1    | srebro  | [ 10 ] |
| Marte Olsbu                                                             | Sprint kobiet                | 21:30,4   | 1    | srebro  | [ 11 ] |
| Tiril Eckhoff                                                           | Sprint kobiet                | 22:32,4   | 4    | 24.     | [ 11 ] |
| Synnøve Solemdal                                                        | Sprint kobiet                | 23:23,9   | 3    | 50.     | [ 11 ] |
| Ingrid Landmark Tandrevold                                              | Sprint kobiet                | 23:49,1   | 4    | 59.     | [ 11 ] |
| Marte Olsbu                                                             | Bieg pościgowy kobiet        | 31:42,6   | 4    | 4.      | [ 12 ] |
| Tiril Eckhoff                                                           | Bieg pościgowy kobiet        | 32:23,1   | 5    | 9.      | [ 12 ] |
| Synnøve Solemdal                                                        | Bieg pościgowy kobiet        | 34:45,5   | 4    | 41.     | [ 12 ] |
| Ingrid Landmark Tandrevold                                              | Bieg pościgowy kobiet        | 34:56,8   | 4    | 42.     | [ 12 ] |
| Tiril Eckhoff                                                           | Bieg indywidualny            | 44:41,9   | 4    | 23.     | [ 13 ] |
| Synnøve Solemdal                                                        | Bieg indywidualny            | 45:33,0   | 2    | 40.     | [ 13 ] |
| Ingrid Landmark Tandrevold                                              | Bieg indywidualny            | 46:14,7   | 3    | 43.     | [ 13 ] |
| Marte Olsbu                                                             | Bieg indywidualny            | 48:58,8   | 7    | 71.     | [ 13 ] |
| Tiril Eckhoff                                                           | bieg masowy kobiet           | 35:50,7   | 2    | brąz    | [ 14 ] |
| Marte Olsbu                                                             | bieg masowy kobiet           | 36:14,6   | 1    | 8.      | [ 14 ] |
| Synnøve Solemdal Tiril Eckhoff Ingrid Landmark Tandrevold Marte Olsbu   | Sztafeta 4 × 6 km            | 1:12:33,1 | 3    | 4.      | [ 15 ] |
| Marte Olsbu Tiril Eckhoff Johannes Thingnes Bør Emil Hegle Svendsen     | sztafeta mieszana            | 1:08:55,2 | 1    | srebro  | [ 16 ] |

### Biegi narciarskie
Mężczyźni
| Zawodnik                                                                          | Konkurencja        | Eliminacje | Eliminacje | Ćwierćfinał | Ćwierćfinał | Półfinał | Półfinał | Finał     | Finał   | Źródło                                           |
| Zawodnik                                                                          | Konkurencja        | czas       | Pozycja    | czas        | Pozycja     | czas     | Pozycja  | czas      | Pozycja | Źródło                                           |
| --------------------------------------------------------------------------------- | ------------------ | ---------- | ---------- | ----------- | ----------- | -------- | -------- | --------- | ------- | ------------------------------------------------ |
| Simen Hegstad Krüger                                                              | Bieg na 15 km      | N/A        | N/A        | N/A         | N/A         | N/A      | N/A      | 34:02,2   | srebro  | [ 17 ]                                           |
| Martin Johnsrud Sundby                                                            | Bieg na 15 km      | N/A        | N/A        | N/A         | N/A         | N/A      | N/A      | 34:08,8   | 4.      | [ 17 ]                                           |
| Hans Christer Holund                                                              | Bieg na 15 km      | N/A        | N/A        | N/A         | N/A         | N/A      | N/A      | 34:18,4   | 6.      | [ 17 ]                                           |
| Finn Hågen Krogh                                                                  | Bieg na 15 km      | N/A        | N/A        | N/A         | N/A         | N/A      | N/A      | 35:14,4   | 18.     | [ 17 ]                                           |
| Simen Hegstad Krüger                                                              | Bieg na 30 km      | N/A        | N/A        | N/A         | N/A         | N/A      | N/A      | 1:16,20,0 | złoto   | [ 18 ]                                           |
| Martin Johnsrud Sundby                                                            | Bieg na 30 km      | N/A        | N/A        | N/A         | N/A         | N/A      | N/A      | 1:16:28,0 | srebro  |                                                  |
| Hans Christer Holund                                                              | Bieg na 30 km      | N/A        | N/A        | N/A         | N/A         | N/A      | N/A      | 1:16:29,9 | brąz    |                                                  |
| Johannes Høsflot Klæbo                                                            | Bieg na 30 km      | N/A        | N/A        | N/A         | N/A         | N/A      | N/A      | 1:17:03,4 | 10.     |                                                  |
| Martin Johnsrud Sundby                                                            | Bieg na 50 km      | N/A        | N/A        | N/A         | N/A         | N/A      | N/A      | 2:11:05,8 | 5.      | [ 19 ]                                           |
| Hans Christer Holund                                                              | Bieg na 50 km      | N/A        | N/A        | N/A         | N/A         | N/A      | N/A      | 2:11:12,2 | 6.      | [ 19 ]                                           |
| Emil Iversen                                                                      | Bieg na 50 km      | N/A        | N/A        | N/A         | N/A         | N/A      | N/A      | 2:12:59,0 | 10.     | [ 19 ]                                           |
| Niklas Dyrhaug                                                                    | Bieg na 50 km      | N/A        | N/A        | N/A         | N/A         | N/A      | N/A      | 2:13:20,5 | 13.     | [ 19 ]                                           |
| Johannes Høsflot Klæbo                                                            | Sprint             | 3:08,73    | 2.         | 3:11,09     | 1.          | 3:06,01  | 1.       | 3:05,75   | złoto   | [ 20 ] [ 21 ] [ 22 ] [ 23 ] [ 24 ] [ 25 ] [ 26 ] |
| Pål Golberg                                                                       | Sprint             | 3:13,71    | 11.        | 3:11,07     | 2.          | 3:07,24  | 4.       | 3:09,56   | 4.      | [ 20 ] [ 21 ] [ 22 ] [ 23 ] [ 24 ] [ 25 ] [ 26 ] |
| Emil Iversen                                                                      | Sprint             | 3:14,36    | 12.        | 3:10,21     | 2.          | 3:14,09  | 4.       | NQ        | NQ      | [ 20 ] [ 21 ] [ 22 ] [ 23 ] [ 24 ] [ 25 ] [ 26 ] |
| Eirik Brandsdal                                                                   | Sprint             | 3:15,95    | 18.        | 3:18,25     | 5.          | NQ       | NQ       | NQ        | NQ      | [ 20 ] [ 21 ] [ 22 ] [ 23 ] [ 24 ] [ 25 ] [ 26 ] |
| Martin Johnsrud Sundby Johannes Høsflot Klæbo                                     | Sprint drużynowy   | N/A        | N/A        | N/A         | N/A         | 16:03,97 | 1.       | 15:56,26  | złoto   | [ 27 ] [ 28 ]                                    |
| Didrik Tønseth Martin Johnsrud Sundby Simen Hegstad Krüger Johannes Høsflot Klæbo | Sztafeta 4 × 10 km | N/A        | N/A        | N/A         | N/A         | N/A      | N/A      | 1:33:04,9 | złoto   | [ 29 ]                                           |

Kobiety
| Zawodnik                                                             | Konkurencja       | Eliminacje | Eliminacje | Ćwierćfinał | Ćwierćfinał | Półfinał | Półfinał | Finał     | Finał   | Źródło                                           |
| Zawodnik                                                             | Konkurencja       | czas       | Pozycja    | czas        | Pozycja     | czas     | Pozycja  | czas      | Pozycja | Źródło                                           |
| -------------------------------------------------------------------- | ----------------- | ---------- | ---------- | ----------- | ----------- | -------- | -------- | --------- | ------- | ------------------------------------------------ |
| Ragnhild Haga                                                        | Bieg na 10 km     | N/A        | N/A        | N/A         | N/A         | N/A      | N/A      | 25:00,5   | złoto   | [ 30 ]                                           |
| Marit Bjørgen                                                        | Bieg na 10 km     | N/A        | N/A        | N/A         | N/A         | N/A      | N/A      | 25:32,4   | brąz    | [ 30 ]                                           |
| Ingvild Flugstad Østberg                                             | Bieg na 10 km     | N/A        | N/A        | N/A         | N/A         | N/A      | N/A      | 26:06,0   | 7.      | [ 30 ]                                           |
| Heidi Weng                                                           | Bieg na 10 km     | N/A        | N/A        | N/A         | N/A         | N/A      | N/A      | 26:25,1   | 11.     | [ 30 ]                                           |
| Marit Bjørgen                                                        | Bieg na 15 km     | N/A        | N/A        | N/A         | N/A         | N/A      | N/A      | 40:52,7   | srebro  | [ 31 ]                                           |
| Heidi Weng                                                           | Bieg na 15 km     | N/A        | N/A        | N/A         | N/A         | N/A      | N/A      | 41:25,6   | 9.      | [ 31 ]                                           |
| Ingvild Flugstad Østberg                                             | Bieg na 15 km     | N/A        | N/A        | N/A         | N/A         | N/A      | N/A      | 41:43,2   | 11.     | [ 31 ]                                           |
| Ragnhild Haga                                                        | Bieg na 15 km     | N/A        | N/A        | N/A         | N/A         | N/A      | N/A      | 42:07,6   | 15.     | [ 31 ]                                           |
| Marit Bjørgen                                                        | Bieg na 30 km     | N/A        | N/A        | N/A         | N/A         | N/A      | N/A      | 1:22:17,6 | złoto   | [ 32 ]                                           |
| Ingvild Flugstad Østberg                                             | Bieg na 30 km     | N/A        | N/A        | N/A         | N/A         | N/A      | N/A      | 1:24:18,0 | 4.      | [ 32 ]                                           |
| Heidi Weng                                                           | Bieg na 30 km     | N/A        | N/A        | N/A         | N/A         | N/A      | N/A      | 1:26:25,5 | 8.      | [ 32 ]                                           |
| Ragnhild Haga                                                        | Bieg na 30 km     | N/A        | N/A        | N/A         | N/A         | N/A      | N/A      | 1:27:11,5 | 12.     | [ 32 ]                                           |
| Maiken Caspersen Falla                                               | Sprint            | 3:09,13    | 2.         | 3:11,98     | 1.          | 3:10,55  | 2.       | 3:06,87   | srebro  | [ 33 ] [ 34 ] [ 35 ] [ 36 ] [ 37 ] [ 38 ] [ 39 ] |
| Heidi Weng                                                           | Sprint            | 3:16,28    | 10.        | 3:15,68     | 2.          | 3:16,22  | 6.       | NQ        | NQ      | [ 33 ] [ 34 ] [ 35 ] [ 36 ] [ 37 ] [ 38 ] [ 39 ] |
| Ingvild Flugstad Østberg                                             | Sprint            | 3:17,35    | 13.        | 3:14,87     | 3.          | NQ       | NQ       | NQ        | NQ      | [ 33 ] [ 34 ] [ 35 ] [ 36 ] [ 37 ] [ 38 ] [ 39 ] |
| Kathrine Rolsted Harsem                                              | Sprint            | 3:18,48    | 17.        | 3:14,87     | 4.          | NQ       | NQ       | NQ        | NQ      | [ 33 ] [ 34 ] [ 35 ] [ 36 ] [ 37 ] [ 38 ] [ 39 ] |
| Marit Bjørgen Maiken Caspersen Falla                                 | Sprint drużynowy  | N/A        | N/A        | N/A         | N/A         | 16:33,28 | 1.       | 15:59,44  | brąz    | [ 40 ] [ 41 ]                                    |
| Ingvild Flugstad Østberg Astrid Jacobsen Ragnhild Haga Marit Bjørgen | Sztafeta 4 × 5 km | N/A        | N/A        | N/A         | N/A         | N/A      | N/A      | 51:24,3   | złoto   | [ 42 ]                                           |

### Curling
| Drużyna                                                                           | Konkurencja            | Faza grupowa     | Faza grupowa          | Faza grupowa           | Faza grupowa     | Faza grupowa     | Faza grupowa             | Faza grupowa           | Faza grupowa     | Faza grupowa     | Faza grupowa | Tie-breaker      | Półfinały        | Finał/3.miejsce        | Pozycja | Źródło |
| Drużyna                                                                           | Konkurencja            | Przeciwnik Wynik | Przeciwnik Wynik      | Przeciwnik Wynik       | Przeciwnik Wynik | Przeciwnik Wynik | Przeciwnik Wynik         | Przeciwnik Wynik       | Przeciwnik Wynik | Przeciwnik Wynik | Pozycja      | Przeciwnik Wynik | Przeciwnik Wynik | Przeciwnik Wynik       | Pozycja | Źródło |
| --------------------------------------------------------------------------------- | ---------------------- | ---------------- | --------------------- | ---------------------- | ---------------- | ---------------- | ------------------------ | ---------------------- | ---------------- | ---------------- | ------------ | ---------------- | ---------------- | ---------------------- | ------- | ------ |
| Thomas Ulsrud Torger Nergård Christoffer Svae Håvard Vad Petersson Markus Høiberg | turniej mężczyzn       | Japonia · 4:6    | Kanada · 4:7          | Korea Południowa · 7:5 | Szwajcaria · 5:7 | Dania · 10:8     | Stany Zjednoczone · 8:5  | Wielka Brytania · 3:10 | Włochy · 4:6     | Szwecja · 7:2    | 6.           | NQ               | NQ               | NQ                     | 6.      | [ 43 ] |
| Kristin Moen Skaslien Magnus Nedregotten                                          | turniej par mieszanych | Kanada · 9:6     | Sportowcy z Rosji 3:4 | Korea Południowa · 8:3 | Szwajcaria · 6:5 | Finlandia · 7:6  | Stany Zjednoczone · 3:10 | Chiny · 3:9            | N/A              | N/A              | 4.           | Chiny · 9:7      | Kanada · 4:8     | Sportowcy z Rosji 4:8. | brąz    | [ 43 ] |

### Hokej na lodzie
Turniej mężczyzn
Reprezentacja mężczyzn
| - Lars Haugen - Henrik Haukeland - Henrik Holm - Alexander Bonsaksen - Stefan Espeland - Jonas Holøs - Johannes Johannesen - Erlend Lesund - Mattias Nørstebø - Daniel Sørvik - Henrik Ødegaard - Anders Bastiansen - Kristian Forsberg |  | - Ludvig Hoff - Tommy Kristiansen - Ken André Olimb - Mathis Olimb - Aleksander Reichenberg - Niklas Roest - Mats Rosseli Olsen - Martin Røymark - Eirik Salsten - Patrick Thoresen - Steffen Thoresen - Matthias Trettenes |

| Drużyna  | Konkurencja | Faza grupowa     | Faza grupowa     | Faza grupowa     | Faza grupowa | Runda kwalifikacyjna | Ćwierćfinały              | Półfinały        | Finał            | Pozycja | Źródło |
| Drużyna  | Konkurencja | Przeciwnik Wynik | Przeciwnik Wynik | Przeciwnik Wynik | Pozycja      | Przeciwnik Wynik     | Przeciwnik Wynik          | Przeciwnik Wynik | Przeciwnik Wynik | Pozycja | Źródło |
| -------- | ----------- | ---------------- | ---------------- | ---------------- | ------------ | -------------------- | ------------------------- | ---------------- | ---------------- | ------- | ------ |
| Norwegia | mężczyźni   | Szwecja 0:4      | Finlandia 1:5    | Niemcy 1:2       | 4.           | Słowenia 2:1         | Olimpijczycy rosyjscy 1:6 | NQ               | NQ               | NQ      | [ 45 ] |

### Kombinacja norweska
| Zawodnik                                                   | Konkurencja             | Skoki narciarskie       | Skoki narciarskie       | Skoki narciarskie | Skoki narciarskie | Bieg narciarski                 | Bieg narciarski | Bieg narciarski | Strata   | Pozycja | Źródło        |
| Zawodnik                                                   | Konkurencja             | Odległość               | Nota                    | Pozycja           | Strata czasowa    | Czas biegu                      | Pozycja         | Czas łączny     | Strata   | Pozycja | Źródło        |
| ---------------------------------------------------------- | ----------------------- | ----------------------- | ----------------------- | ----------------- | ----------------- | ------------------------------- | --------------- | --------------- | -------- | ------- | ------------- |
| Jarl Magnus Riiber                                         | skocznia normalna/10 km | 111,0                   | 126,9                   | 2.                | + 0:15            | 24:58,9                         | 23.             | 25:13,9         | + 22,5   | 4.      | [ 46 ] [ 47 ] |
| Espen Andersen                                             | skocznia normalna/10 km | 104,5                   | 117,2                   | 7.                | + 0:54            | 25:11,1                         | 28.             | 26:05,1         | + 1:13,7 | 10.     | [ 46 ] [ 47 ] |
| Jørgen Gråbak                                              | skocznia normalna/10 km | 90,0                    | 93,6                    | 23.               | + 2:28            | 24:53,3                         | 20.             | 27:21,3         | + 2:29,9 | 18.     | [ 46 ] [ 47 ] |
| Jan Schmid                                                 | skocznia normalna/10 km | 88,0                    | 88,8                    | 31.               | + 2:47            | 24:47,8                         | 18.             | 27:34,8         | + 2:43,4 | 25.     | [ 46 ] [ 47 ] |
| Jarl Magnus Riiber                                         | skocznia duża/10 km     | 139,0                   | 138,6                   | 2.                | + 0:01            | 23:54,3                         | 17.             | 23:55,3         | + 2,8    | 4.      | [ 48 ] [ 49 ] |
| Jørgen Gråbak                                              | skocznia duża/10 km     | 119,5                   | 110,9                   | 19.               | + 1:52            | 23:25,3                         | 6.              | 25:17,3         | + 1:24,8 | 10.     | [ 48 ] [ 49 ] |
| Jan Schmid                                                 | skocznia duża/10 km     | 119,0                   | 107,9                   | 22.               | + 2:04            | 23:15,7                         | 2.              | 25:19,7         | + 1:27,7 | 11.     | [ 48 ] [ 49 ] |
| Espen Andersen                                             | skocznia duża/10 km     | 121,0                   | 105,6                   | 25.               | + 2:13            | 24:23,8                         | 31.             | 26:36,8         | + 2:44,3 | 22.     | [ 48 ] [ 49 ] |
| Jørgen Gråbak Jarl Magnus Riiber Espen Andersen Jan Schmid | Drużynowo               | 133,5 133,5 128,5 132,0 | 114,4 117,9 105,0 111,9 | 4.                | + 0:27            | 11:46,9 11:28,2 11:55,5 11:24,9 | 2.              | 47:02,5         | + 52,7   | srebro  | [ 50 ] [ 51 ] |

### Łyżwiarstwo szybkie
| Zawodnik                    | Konkurencja       | Czas     | Miejsce | Źródło |
| --------------------------- | ----------------- | -------- | ------- | ------ |
| Håvard Holmefjord Lorentzen | 500 m mężczyzn    | 34,41    | złoto   | [ 52 ] |
| Henrik Fagerli Rukke        | 500 m mężczyzn    | 35,500   | 28.     |        |
| Håvard Holmefjord Lorentzen | 1000 m mężczyzn   | 1:07,99  | srebro  | [ 53 ] |
| Henrik Fagerli Rukke        | 1000 m mężczyzn   | 1:10,25  | 32.     | [ 53 ] |
| Sindre Henriksen            | 1500 m mężczyzn   | 1:45,64  | 7.      | [ 54 ] |
| Sverre Lunde Pedersen       | 1500 m mężczyzn   | 1:46,12  | 9.      | [ 54 ] |
| Allan Johansson             | 1500 m mężczyzn   | DNF      | DNF     | [ 54 ] |
| Sverre Lunde Pedersen       | 5000 m mężczyzn   | 6:11,618 | brąz    | [ 55 ] |
| Simen Spieler Nilsen        | 5000 m mężczyzn   | 6:18,39  | 13.     | [ 55 ] |
| Håvard Bøkko                | 5000 m mężczyzn   | 6:24,50  | 18.     | [ 55 ] |
| Håvard Bøkko                | 10 000 m mężczyzn | 13:17,47 | 11.     | [ 56 ] |
| Hege Bøkko                  | 500 m kobiet      | 38,538   | 18.     | [ 57 ] |
| Ida Njåtun                  | 500 m kobiet      | 39,33    | 27.     | [ 57 ] |
| Ida Njåtun                  | 1000 m kobiet     | 1:15,43  | 10.     | [ 58 ] |
| Hege Bøkko                  | 1000 m kobiet     | 1:15,98  | 14.     | [ 58 ] |
| Ida Njatun                  | 1500 m kobiet     | 1:56,46  | 7.      | [ 59 ] |
| Ida Njatun                  | 3000 m kobiet     | 4:06,67  | 12.     | [ 60 ] |

| Zawodnik                                                    | Konkurencja             | Ćwierćfinał   | Ćwierćfinał | Półfinał   | Półfinał | Finał            | Finał   | Pozycja | Źródło |
| Zawodnik                                                    | Konkurencja             | Przeciwnik    | Czas        | Przeciwnik | Czas     | Przeciwnik       | Czas    | Pozycja | Źródło |
| ----------------------------------------------------------- | ----------------------- | ------------- | ----------- | ---------- | -------- | ---------------- | ------- | ------- | ------ |
| Sindre Henriksen Simen Spieler Nilsen Sverre Lunde Pedersen | bieg drużynowy mężczyzn | Nowa Zelandia | 3:40,09     | Holandia   | 3:37,08  | Korea Południowa | 3:37,32 | złoto   | [ 62 ] |
| Sverre Lunde Pedersen                                       | bieg masowy mężczyzn    | N/A           | N/A         | -          | 7:58,65  | NQ               | NQ      | NQ      | [ 62 ] |

### Narciarstwo alpejskie
| Zawodnik                | Konkurencja         | 1 przejazd | 1 przejazd | 2 przejazd | 2 przejazd | Łącznie | Łącznie | Źródło |
| Zawodnik                | Konkurencja         | Czas       | Pozycja    | Czas       | Pozycja    | Czas    | Pozycja | Źródło |
| ----------------------- | ------------------- | ---------- | ---------- | ---------- | ---------- | ------- | ------- | ------ |
| Aksel Lund Svindal      | zjazd (m)           | N/A        | N/A        | N/A        | N/A        | 1:40,25 | złoto   | [ 63 ] |
| Kjetil Jansrud          | zjazd (m)           | N/A        | N/A        | N/A        | N/A        | 1:40,37 | srebro  | [ 63 ] |
| Aleksander Aamodt Kilde | zjazd (m)           | N/A        | N/A        | N/A        | N/A        | 1:42,18 | 15.     | [ 63 ] |
| Kjetil Jansrud          | supergigant (m)     | N/A        | N/A        | N/A        | N/A        | 1:24,62 | brąz    | [ 64 ] |
| Aksel Lund Svindal      | supergigant (m)     | N/A        | N/A        | N/A        | N/A        | 1:24,93 | 5.      | [ 64 ] |
| Aleksander Aamodt Kilde | supergigant (m)     | N/A        | N/A        | N/A        | N/A        | 1:25,71 | 13.     | [ 64 ] |
| Henrik Kristoffersen    | slalom gigant (m)   | 1:09,58    | 10.        | 1:09,73    | 1.         | 2:19,31 | srebro  | [ 65 ] |
| Leif Kristian Haugen    | slalom gigant (m)   | 1:08,93    | 3.         | 1:11,30    | 25.        | 2:20,23 | 8.      | [ 65 ] |
| Aleksander Aamodt Kilde | slalom gigant (m)   | DNF        | DNF        | DNF        | DNF        | DNF     | DNF     | [ 65 ] |
| Kjetil Jansrud          | slalom gigant (m)   | DNF        | DNF        | DNF        | DNF        | DNF     | DNF     | [ 65 ] |
| Sebastian Foss Solevåg  | slalom (m)          | 48,53      | 5.         | 51,65      | 20.        | 1:40,18 | 10.     | [ 66 ] |
| Leif Kristian Haugen    | slalom (m)          | 49,27      | 14.        | 51,04      | 7.         | 1:40,31 | 13.     | [ 66 ] |
| Henrik Kristoffersen    | slalom (m)          | 47,72      | 1.         | DNF        | DNF        | DNF     | DNF     | [ 66 ] |
| Jonathan Nordbotten     | slalom (m)          | NQ         | NQ         | NQ         | NQ         | NQ      | NQ      | [ 66 ] |
| Kjetil Jansrud          | superkombinacja (m) | 1:19,51    | 4.         | 49,16      | 19.        | 2:08,67 | 7.      | [ 67 ] |
| Aleksander Aamodt Kilde | superkombinacja (m) | 1:20,92    | 18.        | 50,15      | 26.        | 2:11,07 | 21.     | [ 67 ] |
| Sebastian Foss Solevåg  | superkombinacja (m) | 1:24,35    | 58.        | DNF        | DNF        | DNF     | DNF     | [ 67 ] |
| Aksel Lund Svindal      | superkombinacja (m) | 1:19,31    | 2.         | DNS        | DNS        | DNS     | DNS     | [ 67 ] |
| Ragnhild Mowinckel      | zjazd (k)           | N/A        | N/A        | N/A        | N/A        | 1:39,31 | srebro  | [ 68 ] |
| Ragnhild Mowinckel      | supergigant (k)     | N/A        | N/A        | N/A        | N/A        | 1:22,00 | 13.     | [ 69 ] |
| Ragnhild Mowinckel      | slalom gigant (k)   | 1:11,17    | 4.         | 1:09,24    | 5.         | 2:20,41 | srebro  | [ 70 ] |
| Nina Løseth             | slalom gigant (k)   | 1:13,13    | 18.        | 1:09,97    | 13.        | 2:23,10 | 15.     | [ 70 ] |
| Kristin Lysdahl         | slalom gigant (k)   | 1:13,45    | 21.        | 1:09,95    | 12.        | 2:23,40 | 18.     | [ 70 ] |
| Maren Skjøld            | slalom gigant (k)   | DNF        | DNF        | DNF        | DNF        | DNF     | DNF     | [ 70 ] |
| Nina Løseth             | slalom (k)          | 49,75      | 5.         | 50,41      | 11.        | 1:40,16 | 6.      | [ 71 ] |
| Maren Skjøld            | slalom (k)          | 51,44      | 19.        | 51,18      | 23.        | 1:42,62 | 22.     | [ 71 ] |
| Kristin Lysdahl         | slalom (k)          | 52,12      | 28.        | 50,90      | 21.        | 1:43,02 | 25.     | [ 71 ] |
| Ragnhild Mowinckel      | superbombinacja (k) | 1:40,11    | 2.         | 42,52      | 11.        | 2:22,63 | 4.      | [ 72 ] |

| Zawodnik | Konkurencja | 1/8 finału                | Ćwierćfinał               | Półfinał          | Finał             | Pozycja | Źródło |
| Zawodnik | Konkurencja | Przeciwnik Wynik          | Przeciwnik Wynik          | Przeciwnik Wynik  | Przeciwnik Wynik  | Pozycja | Źródło |
| --- | ----------- | ------------------------- | ------------------------- | ----------------- | ----------------- | ------- | ------ |
| Nina Loseth Kristin Lysdahl Maren Skjold Sebastian Foss Solevag Leif Kristian Nestvold-Haugen Jonathan Nordbotten | drużynowo   | Sportowcy z Rosji W (4:0) | Wielka Brytania · W (2:2) | Austria · P (1:3) | Francja · W (2:2) | brąz    | [ 74 ] |

### Narciarstwo dowolne
Jazda po muldach
| Zawodnicy      | Konkurencja               | Kwalifikacje | Kwalifikacje | Kwalifikacje | Kwalifikacje | Kwalifikacje | Kwalifikacje | Finał      | Finał      | Finał      | Finał      | Finał      | Finał      | Finał      | Finał      | Finał      | Źródło                             |
| Zawodnicy      | Konkurencja               | Przejazd 1   | Przejazd 1   | Przejazd 1   | Przejazd 2   | Przejazd 2   | Przejazd 2   | Przejazd 1 | Przejazd 1 | Przejazd 1 | Przejazd 2 | Przejazd 2 | Przejazd 2 | Przejazd 3 | Przejazd 3 | Przejazd 3 | Źródło                             |
| Zawodnicy      | Konkurencja               | Czas         | Punkty       | Miejsce      | Czas         | Punkty       | Miejsce      | Czas       | Punkty     | Miejsce    | Czas       | Punkty     | Miejsce    | Czas       | Punkty     | Miejsce    | Źródło                             |
| -------------- | ------------------------- | ------------ | ------------ | ------------ | ------------ | ------------ | ------------ | ---------- | ---------- | ---------- | ---------- | ---------- | ---------- | ---------- | ---------- | ---------- | ---------------------------------- |
| Vinjar Slåtten | jazda po muldach mężczyzn | DNF          | DNF          | DNF          | 21,16        | 77,49        | 2.           | 24,99      | 79,18      | 8.         | 24,31      | 78,87      | 5.         | 26,71      | 33,61      | 6.         | [ 75 ] [ 76 ] [ 77 ] [ 78 ] [ 79 ] |
| Hedvig Wessel  | jazda po muldach kobiet   | 29,70        | 68,64        | 18.          | 30,03        | 71,66        | 5.           | 29,99      | 68,77      | 19.        | NQ         | NQ         | NQ         | NQ         | NQ         | NQ         | [ 80 ] [ 81 ] [ 82 ] [ 83 ] [ 84 ] |

Slopestyle, Halfpipe
| Zawodnicy                  | Konkurencja         | Kwalifikacje | Kwalifikacje | Kwalifikacje | Kwalifikacje | Finał   | Finał   | Finał   | Finał     | Finał   | Źródło        |
| Zawodnicy                  | Konkurencja         | Ślizg 1      | Ślizg 2      | Najlepszy    | Miejsce      | Ślizg 1 | Ślizg 2 | Ślizg 3 | Najlepszy | Miejsce | Źródło        |
| -------------------------- | ------------------- | ------------ | ------------ | ------------ | ------------ | ------- | ------- | ------- | --------- | ------- | ------------- |
| Øystein Bråten             | slopestyle mężczyzn | 83,20        | 93,80        | 93,80        | 4.           | 95,00   | 46,40   | 24,00   | 95,00     | złoto   | [ 85 ] [ 86 ] |
| Ferdinand Dahl             | slopestyle mężczyzn | 46,60        | 89,00        | 89,00        | 10.          | 42,20   | 76,40   | 41,80   | 76,40     | 8.      | [ 85 ] [ 86 ] |
| Felix Stridsberg-Usterud   | slopestyle mężczyzn | 14,60        | 84,20        | 84,20        | 14.          | NQ      | NQ      | NQ      | NQ        | NQ      | [ 85 ] [ 86 ] |
| Christian Nummedal         | slopestyle mężczyzn | 27,00        | 29,20        | 29,20        | 28.          | NQ      | NQ      | NQ      | NQ        | NQ      | [ 85 ] [ 86 ] |
| Tiril Sjåstad Christiansen | slopestyle kobiet   | 55,80        | 89,00        | 89,00        | 2.           | 5,20    | 24,00   | 60,40   | 60,40     | 9.      | [ 87 ] [ 88 ] |
| Johanne Killi              | slopestyle kobiet   | 87,80        | 64,20        | 87,80        | 3.           | 10,20   | 76,80   | 54,40   | 76,80     | 5.      | [ 87 ] [ 88 ] |

### Skeleton
| Zawodnik                  | Konkurencja | Ślizg 1 | Ślizg 1 | Ślizg 2 | Ślizg 2 | Ślizg 3 | Ślizg 3 | Ślizg 4 | Ślizg 4 | Łącznie | Pozycja | Źródło |
| Zawodnik                  | Konkurencja | Czas    | Pozycja | Czas    | Pozycja | Czas    | Pozycja | Czas    | Pozycja | Łącznie | Pozycja | Źródło |
| ------------------------- | ----------- | ------- | ------- | ------- | ------- | ------- | ------- | ------- | ------- | ------- | ------- | ------ |
| Alexander Henning Hanssen | mężczyźni   | 51,44   | 17.     | 51,51   | 22.     | 51,37   | 19.     | 51,57   | 18.     | 3:25,89 | 20.     | [ 89 ] |

### Skoki narciarskie
Mężczyźni
| Konkurencja                                                               | Skoczek                   | Kwalifikacje | Kwalifikacje | Kwalifikacje | Skok 1                  | Skok 1                  | Skok 2                  | Skok 2                  | Nota   | Pozycja | Źródło               |
| Konkurencja                                                               | Skoczek                   | odległość    | Nota         | Miejsce      | odległość               | Nota                    | odległość               | Nota                    | Nota   | Pozycja | Źródło               |
| ------------------------------------------------------------------------- | ------------------------- | ------------ | ------------ | ------------ | ----------------------- | ----------------------- | ----------------------- | ----------------------- | ------ | ------- | -------------------- |
| Daniel-André Tande                                                        | Skocznia normalna         | 100,0        | 123,0        | 8.           | 103,5                   | 118,7                   | 111,5                   | 123,6                   | 242,3  | 6.      | [ 90 ] [ 91 ] [ 92 ] |
| Johann André Forfang                                                      | Skocznia normalna         | 100,0        | 121,4        | 13.          | 106,0                   | 125,9                   | 109,5                   | 125,0                   | 250,9  | srebro  | [ 90 ] [ 91 ] [ 92 ] |
| Andreas Stjernen                                                          | Skocznia normalna         | 100,0        | 119,3        | 15.          | 104,0                   | 114,5                   | 103,5                   | 111,3                   | 225,8  | 15.     | [ 90 ] [ 91 ] [ 92 ] |
| Robert Johansson                                                          | Skocznia normalna         | 98,0         | 118,3        | 19.          | 100,5                   | 119,9                   | 113,5                   | 129,8                   | 249,7  | brąz    | [ 90 ] [ 91 ] [ 92 ] |
| Robert Johansson                                                          | Skocznia duża             | 135,0        | 131,9        | 1.           | 137,5                   | 138,3                   | 134,5                   | 137,0                   | 245,3  | brąz    | [ 93 ] [ 94 ] [ 95 ] |
| Johann André Forfang                                                      | Skocznia duża             | 137,0        | 128,7        | 2.           | 133,0                   | 132,1                   | 134,5                   | 139,5                   | 271,6  | 5.      | [ 93 ] [ 94 ] [ 95 ] |
| Daniel-André Tande                                                        | Skocznia duża             | 131,5        | 126,5        | 6.           | 131,0                   | 128,9                   | 138,5                   | 144,2                   | 273,1  | 4.      | [ 93 ] [ 94 ] [ 95 ] |
| Andreas Stjernen                                                          | Skocznia duża             | 128,5        | 110,2        | 19.          | 134,5                   | 134,7                   | 131,5                   | 132,6                   | 267,3  | 8.      | [ 93 ] [ 94 ] [ 95 ] |
| Maren Lundby                                                              | skocznia normalna kobiety | N/A          | N/A          | N/A          | 105,5                   | 125,4                   | 110,0                   | 139,2                   | 264,6  | złoto   | [ 96 ] [ 97 ]        |
| Silje Opseth                                                              | skocznia normalna kobiety | N/A          | N/A          | N/A          | 89,5                    | 83,5                    | 91,5                    | 94,7                    | 178,2  | 16.     | [ 96 ] [ 97 ]        |
| Daniel-André Tande Andreas Stjernen Johann André Forfang Robert Johansson | Konkurs drużynowy         | N/A          | N/A          | N/A          | 136,0 133,0 132,5 137,5 | 141,8 134,6 132,3 137,2 | 140,5 135,5 132,0 136,0 | 145,5 139,8 129,7 137,6 | 1098,5 | złoto   | [ 98 ] [ 99 ]        |

### Snowboarding
Big Air
| Zawodnik         | Konkurencja | Kwalifikacje | Kwalifikacje | Kwalifikacje | Kwalifikacje | Finał      | Finał      | Finał      | Finał  | Finał   | Źródło          |
| Zawodnik         | Konkurencja | Przejazd 1   | Przejazd 2   | wynik        | Miejsce      | Przejazd 1 | Przejazd 2 | Przejazd 3 | wynik  | Pozycja | Źródło          |
| ---------------- | ----------- | ------------ | ------------ | ------------ | ------------ | ---------- | ---------- | ---------- | ------ | ------- | --------------- |
| Ståle Sandbech   | mężczyźni   | 84,75        | 41,25        | 84,75        | 7.           | NQ         | NQ         | NQ         | NQ     | NQ      | [ 100 ] [ 101 ] |
| Torgeir Bergrem  | mężczyźni   | 94,25        | 59,50        | 94,25        | 4.           | 88,50      | 42,50      | JNS        | 131,00 | 7.      | [ 100 ] [ 101 ] |
| Marcus Kleveland | mężczyźni   | 84,25        | 46,00        | 84,25        | 10.          | NQ         | NQ         | NQ         | NQ     | NQ      | [ 100 ] [ 101 ] |
| Silje Norendal   | kobiety     | 76,00        | 77,50        | 77,50        | 10.          | 70,50      | 61,00      | JNS        | 131,50 | 6.      | [ 102 ] [ 103 ] |

| Zawodnik         | Konkurencja         | Kwalifikacje | Kwalifikacje | Kwalifikacje | Kwalifikacje | Finał   | Finał   | Finał   | Finał | Finał   | Źródło                  |
| Zawodnik         | Konkurencja         | Zjazd 1      | Zjazd 2      | Wynik        | Miejsce      | Zjazd 1 | Zjazd 2 | Zjazd 3 | wynik | Pozycja | Źródło                  |
| ---------------- | ------------------- | ------------ | ------------ | ------------ | ------------ | ------- | ------- | ------- | ----- | ------- | ----------------------- |
| Marcus Kleveland | slopestyle mężczyzn | 83,71        | 32,30        | 83,71        | 1.           | 77,76   | 43,71   | 37,18   | 77,76 | 6.      | [ 104 ] [ 105 ] [ 106 ] |
| Mons Røisland    | slopestyle mężczyzn | 76,50        | 43,68        | 76,50        | 4.           | DNS     | DNS     | DNS     | DNS   | DNS     | [ 104 ] [ 105 ] [ 106 ] |
| Torgeir Bergrem  | slopestyle mężczyzn | 45,80        | 75,45        | 75,45        | 5.           | 58,80   | 75,80   | 60,03   | 75,80 | 8.      | [ 104 ] [ 105 ] [ 106 ] |
| Ståle Sandbech   | slopestyle mężczyzn | 74,11        | 82,13        | 82,13        | 4.           | 44,81   | 81,01   | 38,13   | 81,01 | 4.      | [ 104 ] [ 105 ] [ 106 ] |
| Silje Norendal   | slopestyle kobiet   | N/A          | N/A          | N/A          | N/A          | 73,91   | 47,66   | N/A     | 73,91 | 4.      | [ 107 ]                 |